# Княгиневка
Княгиневка (укр. Княгинівка) — посёлок, относится к Краснолучскому городскому совету Луганской области Украины. Де факто — с 2014 года населённый пункт контролируется самопровозглашённой Луганской Народной Республикой.

## География
Посёлок расположен на реке под названием Миус.
К юго-западу от посёлка проходит граница между Луганской и Донецкой областями. Ближайшие населённые пункты: в Луганской области посёлок Садово-Хрустальненский и город Вахрушево (выше по течению Миуса) на северо-западе, пгт Хрустальное на севере, города Красный Луч на востоке, Миусинск (ниже по течению Миуса) на юго-востоке, село Коренное на юге; в Донецкой области посёлок Андреевка на западе.

## Население
В январе 1989 года численность населения составляла 1861 человек.
На 1 января 2013 года численность населения составляла 886 человек.

## Местный совет
94530, Луганская обл., Краснолучский горсовет, пгт. Хрустальное, ул. Б. Хмельницкого, 26